# 康保老窖
康保老窖是河北康保县出产的一系列白酒，乃以高寒地区所产的高粱、小麦、玉米、糯米、大米为原料，采用回沙增香、低温入池、双轮底低温发酵、多年陈储、分级勾兑等传统酿造技艺酿成的浓香型白酒。除康保老窖，还有其他十个系列三、四十余种产品；为一地方品牌，主要销售市场除河北本省外，多在内蒙古、山西、北京、天津十余个中国北方省市。